# Gál Félix
Gál Félix, születési és 1904-ig használt nevén Goldenberg Félix, névváltozata: Gál Bódog Alfréd (Bécs, 1888. április 4. – Budapest, Józsefváros, 1951. február 3.) orvos, szülész-nőgyógyász, egyetemi tanár.

## Életpályája
Goldenberg Ármin Hersch (1859–1928) kereskedő és Blitz Eugénia (1861–1919) fiaként született. Középiskoláit tanulmányait a Budapesti Evangélikus Gimnáziumban végezte, majd felvételt nyert a Budapesti Tudományegyetem Orvostudományi Karára, ahol 1911-ben orvosdoktori oklevelet szerzett. 1911 októbere és 1912 augusztusa között a Bakteriológiai Tanszék, 1912 augusztusától a Tauffer Vilmos vezetésével működő II. sz. Női Klinika díjas gyakornoka lett. Az első világháború idején hadi szolgálatot teljesített. A szerb, orosz és olasz frontokon mint főorvos, különféle tábori és hadikórházaknál szolgált és számos kitüntetésben részesült.
Hazatérése után folytatta hivatása gyakorlását a II. sz. Szülészeti és Nőgyógyászati klinikán. Hazai és külföldi szaklapokban számos tudományos értekezése jelent meg. Speciális kutatásokat végzett a méhrák operálását és sugaras kezelését illetőjéig. A Stoeckel-féle nagy német szülészeti tankönyv társfordítója. 1931. augusztus 10-én a női betegségek physikalis therapiája, különös tekintettel a sugaras kezelésre című tárgyból magántanárrá képesítést kapott. 1936 augusztusától a Charité Poliklinika nőgyógyászati osztályának főorvosa lett. A második világháborút megelőzően betöltötte a Magyar Orvosok Röntgen Egyesületének alelnöki tisztségét. 1946 áprilisában a tudományos irodalom művelése és az egyetemi oktatás terén kifejtett működése elismeréséül az egyetemi rendkívüli tanári címet adományozták számára.
Felesége Robicsek Irén volt, Robicsek Zsigmond és Haberkorn Anna lánya, akivel 1926. május 21-én Budapesten, az Erzsébetvárosban kötött házasságot.

## Művei
- Az erjesztőgombák szerepe a typhus aetiologiájában. (Orvosi Hetilap, 1912, 1–2.)
- Vizsgálatok a virulentia problémáját illetőleg (I. közlemény). – Vizsgálatok a virulentia problemáját illetőleg (II. közlemény) (Magyar Orvosi Archivum 13., 1912)
- Bakteriumellenes védő-enzymek kimutatása az Abderhalden-féle dyalisises eljárással. Fekete Sándorral. (Magyar Orvosi Archivum 14., 1912)
- A méh fibromyomájának és a metropathiának sugaras kezelése. (Orvosképzés, 1921)
- Havibajrendellenesség és meddőség gyógyítása a petefészek ingerlő besugárzásával. (Orvosi Hetilap, 1925, 30.)
- A női nemzőszervek sarcomájáról. (Orvosi Hetilap, 1925, 34–36.)
- Néhány nőgyógyászati megbetegedés sugaras kezelése. (Gyógyászat, 1926, 6.)
- Sugaras kezeléssel elért hosszabb gyógyulási eredmények a női nemzőszervek rákjánál. (Orvosi Hetilap, 1927, 30.)
- A méhfüggelék lobos megbetegedésével szövődött méhfibromák és metropathiák sugaras kezelése. (Gyógyászat, 1929, 13.)
- Méhvérzések kezelése lépbesugárzással. (Orvosi Hetilap, 1929, 17.)
- Vizsgálatok a női nemzőszervek működési rendellenességeit illetőleg, különös tekintettel az alapanyagforgalomra és a vegetatív idegrendszerre. (Gyógyászat, 1930, 29.)
- A nőgyógyászati röntgenkezelés fejlődése az utolsó tíz év alatt a II. sz. női klinikán. (Gyógyászat, 1930, 44.)
- Hüvelyben fejlődött chomoepithelioma gyógyítása radiummal. (Orvosi Hetilap, 1931, 9.)
- Cukorbajjal szövődött méhrák. (Orvosi Hetilap, 1931, 23.)
- A hormonokról és a nőgyógyászati hormonkezelésről. Németből fordította. (Orvosképzés, 1932, 4.)
- A női nemzőszervek tuberculosisának gyógykezelése. (Orvosképzés, 1932, 6. különszám)
- A havivérzés kimaradásának (amenorrhoea) fénykezelése. (Budapesti Orvosi Újság, 1934, 46.)
- A méhrák sugaras gyógyításának fejlődése két évtized folyamán. (Orvosképzés, 1935, 3.)
- Tüdőgümőkórban szenvedő nők amenorrhoeájának jelentősége. (Orvosképzés, 1935, 6. különszám)
- Tóth tanárnak a méhrák, a méh-nyoma és a metropathia gyógykezelésére vonatkozó javallatai. (Orvosképzés, 1935, 7. különszám)
- A hüvelysarcomák gyógykezelése. (Orvosképzés, 1938, 3. különszám)
- Új helyi érzéstelenítési eljárás hüvelyi méhkiirtás végzésére. (Orvosok Lapja, 1947, 1.)
- Deportált és gümőkóros nők amenorrhoeájának viszonya egyéb okokból származó amenorrhoeákhoz. (Orvosok Lapja, 1947, 48.)
- Szűk medencék. (Orvosi Hetilap, 1950, 37.)

## Díjai, elismerései
- Koronás arany érdemkereszt a vitézségi érem szalagján
- Magyar Vöröskereszt hadiékítményes díszjelvénye